# Bourideys
Bourideys é uma comuna francesa na região administrativa da Nova Aquitânia, no departamento da Gironda. Estende-se por uma área de 49,5 km². Em 2010 a comuna tinha 89 habitantes (densidade: 1,8 hab./km²).